# Hans Henrik de Lichtenberg
Hans Henrik de Lichtenberg (født 1. marts 1737 i Horsens, begravet 18. april 1777) var en dansk godsejer.

## Ungdom og uddannelse
Hans Henrik de Licthenberg var den ældste overlevende søn af en børneflok på ti. Hans forældre var storkøbmand og godsejer Gerhard Hansen de Lichtenberg og hustru Bodil Hofgaard i Horsens. Efter endt uddannelse ved Sorø Akademi drog H.H. de Lichtenberg ud i Europa for at videreuddanne sig og kom bl.a. til Lausanne. Ved faderens død i 1764 overtog han det af ham året forinden oprettede stamhus Bidstrup. Året efter, den 15. oktober 1765, blev han gift med Karen Rosenkrantz de Lichtenberg, født Irminger. Sammen fik de sønnen Geert de Lichtenberg.

## Stamherre på Bidstrup
Fra hans hustrus bevarede dagbøger og regnskaber vides det, at de begge nød at gå på jagt, og at de fulgte med i godsets drift.
Selvom Lichtenberg måske nok reelt havde interesse for driften af godset, så efterlod han sin 38-årige hustru og godt 2-årige søn en anseelig gæld ved sin tidlige død. Dette var formentlig forårsaget af en række uheldige ejendomshandler, som han foretog i slutningen af 1760'erne og begyndelsen af 1770'erne. Desuden ses det, at han lånte penge, både små og store beløb, fra 156 rd. af degnen i Ødum til 33.700 rd. af sin mor i sommeren 1776, samt at han lånte penge ud, men ikke var så ihærdig med at få dem ind igen.